# 침묵의 시선
《침묵의 시선》(영어: The Look of Silence)은 2014년 공개된 다큐멘터리 영화이다. 제88회 아카데미상 다큐멘터리 장편 영화상 부문에 후보로 올랐다.